# 하나사키 츠보미
하나사키 츠보미(일본어: 花咲 つぼみ, 한국명:진달래)는 《하트캐치 프리큐어!》에 등장하는 가공의 인물이다. 애니메이션에서 목소리를 연기한 성우는 일본판은 미즈키 나나, 한국판은 이보희이다.

## 인물소개
가족은 'HANASAKI 플라워 SHOP'이라는 꽃집을 운영하는 부모님과 식물원 원장인 할머니와 같이 살고 있다.
솔직하고 순수하며 예의 바르지만, 숫기가 없고 부끄럼을 많이 타며 매우 소심하다. 스스로도 자신의 성격에 콤플렉스를 갖고있어 전학을 계기로 바꿔나가려 결심한다. 그리고 프리큐어가 되면서, 또한 쿠루미 에리카와 친하게 지내며, 조금씩 발랄한 성격으로 변해간다.
다정다감하고 부드럽지만 내면은 씩씩하고 강한 외유내강 형이다.
데저트리안이 된 에리카를 구하기 위해 최초로 프리큐어로 변신한다.
외관은 처음에는 눈에 띄지 않는 낮게 한갈래로 묶은 수수한 모습으로 안경을 쓰고 있었지만, 에리카의 권유로 외향을 바꿔보기 위해서 안경을 벗고 콘택트 렌즈를 끼고 헤어스타일도 귀여운 양갈래머리로 바꾼다.
집이 꽃가게라서 꽃을 아주 좋아하며, 꽃에 대해도 박식하고, 어렸을 때부터 할머니 아래서 자라서 속담이나 사자성어를 많이 알고 있다. 당초에도 동아리는 원예 부에 들어갈 생각이었다. 하지만 에리카의 적극적인 권유로 패션 부에 들어가 부부장을 맡게되고 나중에 원예 부도 겸임으로 들어간다. 원래는 식물학자가 되는 것이 꿈이었지만, 최종결전 이후를 계기로 우주 비행사를 목표로 바꾸게 된다.
학업 성적은 좋고 특히 그 중에서 국어와 과학이 특기인 반면, 운동신경은 별로라 체육에는 서투르다. 고소공포증이 있고 아침잠이 많으며, 잘생긴 사람을 보면 반해버리는 면이 있다.

## 작중 활약

### 하트캐치 프리큐어!
이야기가 시작하는 1화에서 할머니와 같이 살기 위해 희망의 꽃 마을로 이사 온다. 전학을 온 학교에 처음 다니게 되었을 때 소심한 성격을 보여서 쿠루미 에리카에게서 핀잔을 듣게되었고 자신을 처음부터 적극적이게 대하려는 그녀를 매우 부담스럽게 여겨서 피해다니거나 심지어는 짜증을 내기도 하였다. 그러다가 요정인 시프레와 코프레를 처음으로 만나게 되었고 악의 조직인 사막의 사도 멤버 사소리나가 등장하여 에리카를 데저트리안으로 만들어버리자 그녀를 구하기 위해 처음으로 프리큐어로 변션하여 큐어 볼로섬으로 변신한다. 그러나 첫 전투부터 부실하고 약골의 모습을 보여와 최악의 프리큐어라는 오명을 쓰게 되었으며 에리카를 구해낸 이후 그녀의 요청에 따라 패션부에 입부하는 것을 승낙하고 프리큐어로 끌어들였다.

### 프리큐어 올스타즈 시리즈
프리큐어 올스타즈 NewStage 미래의 친구들
프리큐어 올스타즈 NewStage2 마음의 친구들
프리큐어 올스타즈 NewStage3 영원의 친구들

## 큐어 블로섬
대지의 전사로 변신한 모습. 이미지 색상은 분홍색. 변신 시 파트너는 시프레.
변신 주문은 "프리큐어 오픈 마이 하트!"
변신 후 대사는 "대지에 피어나는 한 송이의 꽃, 큐어 블로섬!" (일본어: 大地に咲く一輪の花、キュアブロッサム！)
결정대사는 "저는 이래봬도 나 참을만큼 참았다고요!"(일본어: 私、堪忍袋の緒が切れました！)
신장은 큐어 마린보단 크지만, 역대 주인공 프리큐어 중에서는 상당한 단신이다. 변신 후 복장의 기본 테마색은 분홍색으로, 변신 전의 붉은 머리에서 선명한 분홍색의 커다란 포니테일이 특징. 눈동자 색도 빨강에서 분홍색으로 바뀐다. 가슴팍에 짧은 리본이 붙어있고, 무릎까지 오는 롱 부츠를 신고 있다. '블로섬'이란 이름은 처음 변신했을 때 근처에 있던 벚꽃에 연관시켜 스스로 작명한 것이다.
전투에 대해서는 첫 변신했을 때 당황해서 우왕좌왕하며 프리큐어의 신체능력을 조절하지 못하고 자멸해버려, '사상 최약체 프리큐어'라는 말까지 들었지만, 이후에는 이야기가 진행될수록 실력도 나날이 성장해 간다.
기술
- 블로섬 엉덩이 펀치
- 블로섬 샤워
- 블로섬 플라워 스톰
- 블로섬 임팩트
- 블로섬 스크류 펀치
- 블로섬 전부 펀치
- 블로섬 슛

필살기
- 프리큐어 핑크 포르테 웨이브[4]